# Canal de propagação
Um canal de propagação pode se referir ao aparato tecnológico utilizado no processo comunicacional para transferir mensagens entre um emissor e um receptor.
O emissor envia a mensagem pelo canal de propagação para o receptor.
Canal se difere de meio de comunicação.
Um canal de propagação pode ser digital ou analógico.

## Exemplos triviais
- Linha telefónica: para a transmissão de dados na internet, de voz nos telefonemas.
- Radiofreqüência: internet sem fios, rádio, tv, etc.

## Outros exemplos
Ficheiros: podem ser vistos como canais, já que podem ser usados como meio de propagação de informação entre máquinas diferentes, ou mesmo dentro da mesma máquina entre aplicações diferentes.